# 中控台

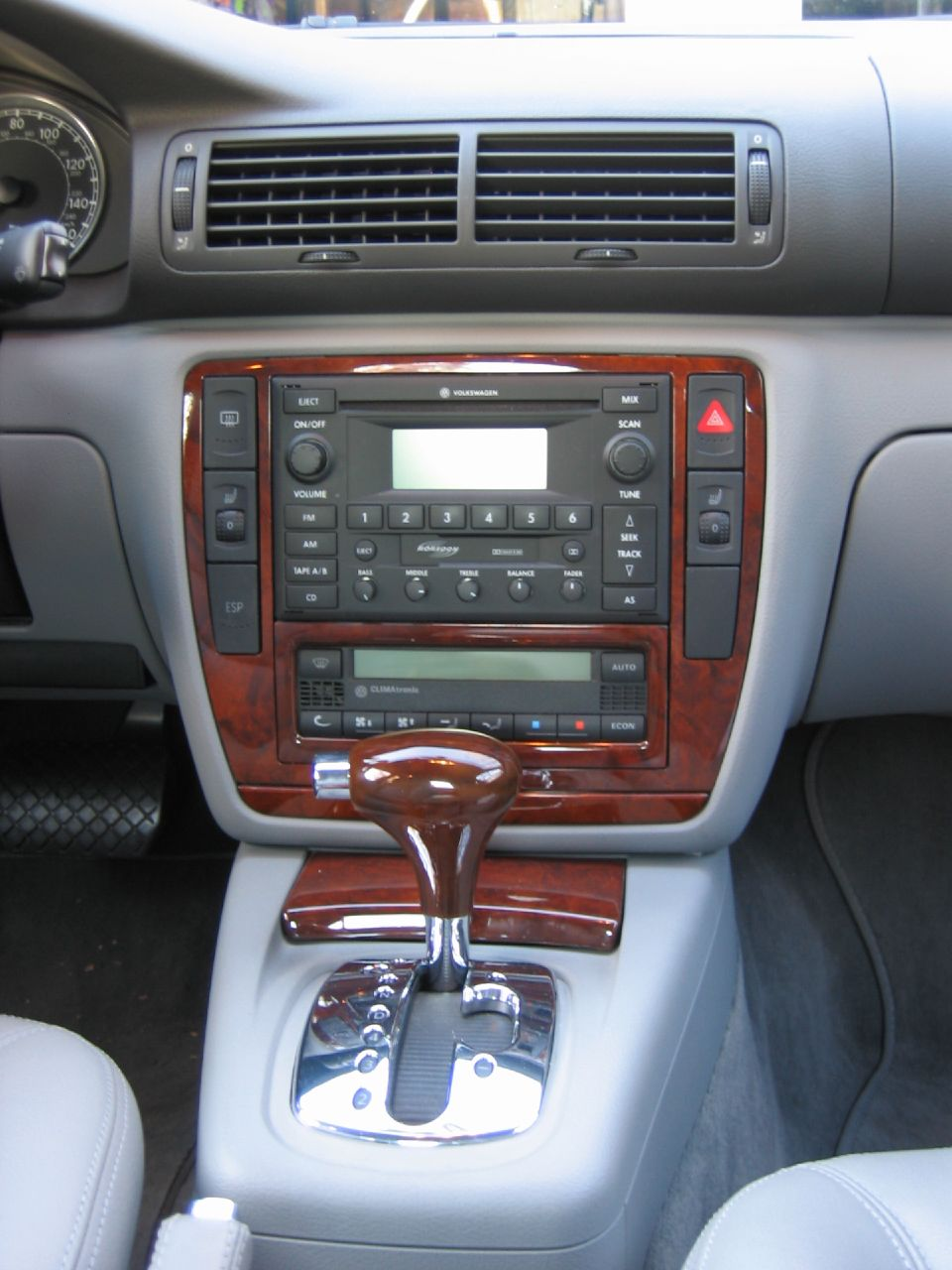
大众帕萨特的中控台。

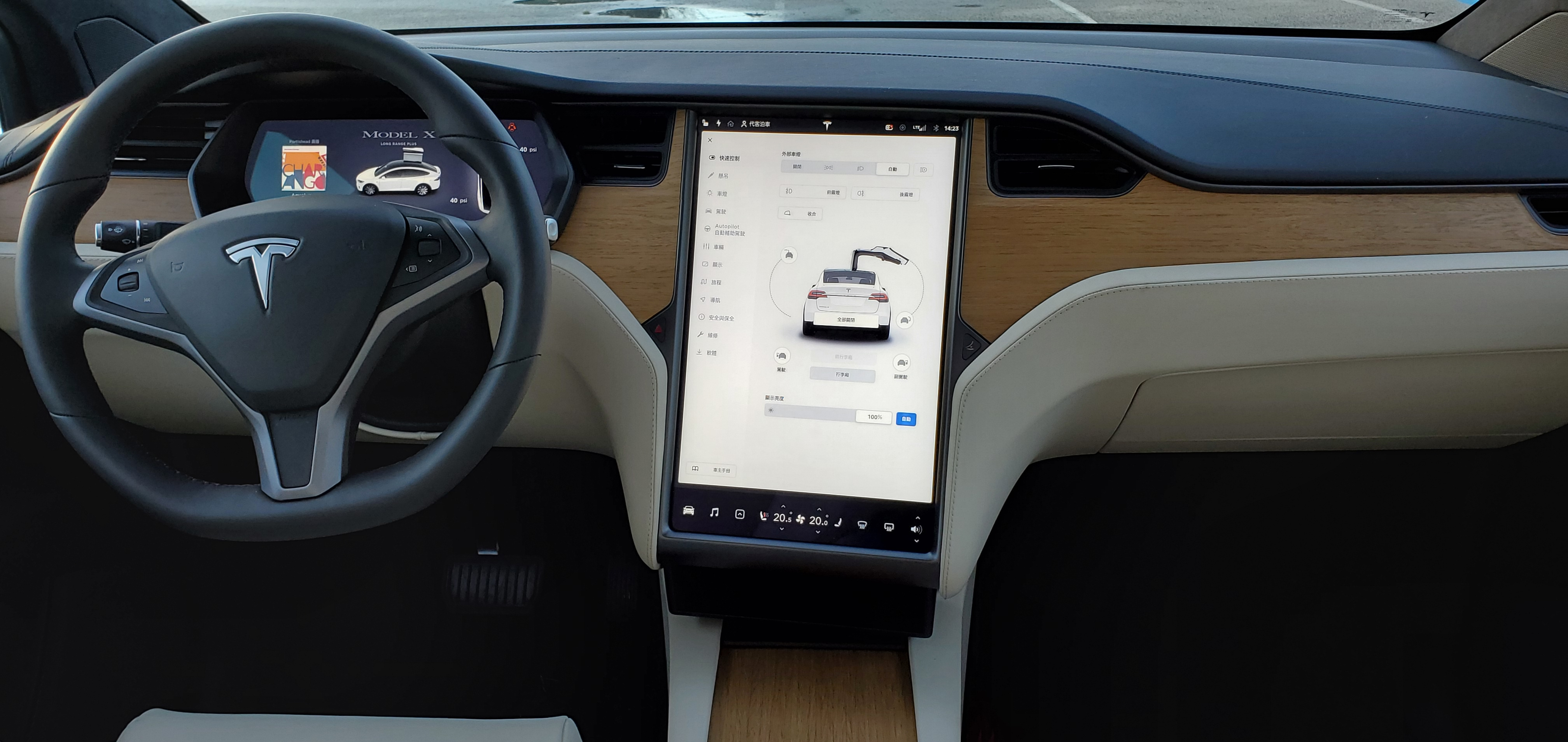
特斯拉Model X的中控台

中控台是位於车辆駕駛員和副駕駛中間的一塊地方。排檔桿就位於中控台上。  有些中控台上還有USB充電口以及其他功能的開關。